# Panteon Wielkich Polaków
Panteon Wielkich Polaków – dolna część Świątyni Opatrzności Bożej w Warszawie, przeznaczona na miejsce pochówku i upamiętnienia najbardziej zasłużonych polskich patriotów oraz ludzi kultury i nauki.
Znajduje się tu m.in. replika watykańskiego grobu papieża Jana Pawła II. Kryptę Zasłużonych Polaków można zwiedzać.

## Groby
W Panteonie Wielkich Polaków pochowani są:
| Data pogrzebu          | Osoba                              | Uwagi | Groby                                                      |
| ---------------------- | ---------------------------------- | --- | ---------------------------------------------------------- |
| 03.02.2006             | Jan Twardowski (1915–2006)         | ksiądz rzymskokatolicki, poeta, rektor kościoła Wizytek w Warszawie | Groby Zdzisława Peszkowskiego i Jana Twardowskiego         |
| 16.10.2007             | Zdzisław Peszkowski (1918–2007)    | ksiądz rzymskokatolicki, kapelan Rodzin Katyńskich i Pomordowanych na Wschodzie, więzień Kozielska                                                                                             | Groby Zdzisława Peszkowskiego i Jana Twardowskiego         |
| 18.02.2010             | Krzysztof Skubiszewski (1926–2010) | pierwszy minister spraw zagranicznych III Rzeczypospolitej (1989–1993) | Groby Krzysztofa Skubiszewskiego i Ryszarda Kaczorowskiego |
| 19.04.2010/ 03.11.2012 | Ryszard Kaczorowski (1919–2010)    | ostatni prezydent RP na uchodźstwie (1989–1990); do 2012 w grobie znajdowało się błędnie zidentyfikowane ciało Tadeusza Lutoborskiego; powtórny pogrzeb miał miejsce 3 listopada 2012          |                                                            |
| 23.04.2022             | Karolina Kaczorowska (1930–2021)   | polska nauczycielka i działaczka emigracyjna związana z Wielką Brytanią, w latach 1989–1990 pierwsza dama Polski jako małżonka ostatniego prezydenta RP na uchodźstwie Ryszarda Kaczorowskiego |                                                            |
| 20.04.2010             | Józef Joniec (1959–2010)           | duchowny katolicki, zakonnik pijarski, działacz pozarządowy | Groby Zdzisława Króla, Andrzeja Kwaśnika i Józefa Jońca    |
| 20.04.2010             | Andrzej Kwaśnik (1956–2010)        | ksiądz katolicki, kanonik, kapłan Archidiecezji Warszawskiej, kapelan Federacji Rodzin Katyńskich (2008–2010), kapelan warszawskiej Policji (2008–2010)                                        | Groby Zdzisława Króla, Andrzeja Kwaśnika i Józefa Jońca    |
| 20.04.2010/ 24.11.2012 | Zdzisław Król (1935–2010)          | ksiądz infułat, były kapelan Warszawskiej Rodziny Katyńskiej; do 2012 w grobie znajdowało się błędnie zidentyfikowane ciało Ryszarda Rumianka; powtórny pogrzeb miał miejsce 24 listopada 2012 | Groby Zdzisława Króla, Andrzeja Kwaśnika i Józefa Jońca    |
| 01.10.2012             | Stefan Korboński (1901–1989)       | polityk ruchu ludowego, prawnik, publicysta, działacz Polskiego Państwa Podziemnego, Delegat Rządu na Kraj, poseł na Sejm Ustawodawczy                                                         | Groby Stefana i Zofii Korbońskich                          |
| 01.10.2012             | Zofia Korbońska (1915–2010)        | działaczka niepodległościowa, uczestniczka powstania warszawskiego | Groby Stefana i Zofii Korbońskich                          |
| 10.11.2012             | Zygmunt Szadkowski (1912–1995)     | polityk emigracyjny, działacz harcerski i społeczny, przewodniczący Rady Narodowej RP | Groby Zygmunta i Wandy Szadkowskich                        |
| 10.11.2012             | Wanda Szadkowska (1912–1999)       | działaczka emigracyjna | Groby Zygmunta i Wandy Szadkowskich                        |
| 10.01.2017             | Longin Komołowski (1948–2016)      | polityk, działacz związkowy i społeczny, wicepremier i minister pracy w rządzie Jerzego Buzka                                                                                                  | Grób Longina Komołowskiego                                 |
| 18.02.2017             | Wiktor Węgrzyn (1939–2017)         | działacz emigracyjny, twórca, komandor i prezes zarządu Motocyklowych Rajdów Katyńskich |                                                            |
| 26.01.2019             | Ryszard Peryt (1947–2019)          | profesor sztuk teatralnych |                                                            |
| 14.09.2021             | Marian Duś (1938-2021)             | warszawski biskup pomocniczy (1986-2013) |                                                            |
| 12.11.2022             | Władysław Raczkiewicz (1885–1947)  | prezydent Rzeczypospolitej na Uchodźstwie w latach 1939–1947 |                                                            |
| 12.11.2022             | August Zaleski (1883–1972)         | prezydent Rzeczypospolitej na Uchodźstwie w latach 1947–1972 |                                                            |
| 12.11.2022             | Stanisław Ostrowski (1892–1982)    | prezydent Rzeczypospolitej na Uchodźstwie w latach 1972–1979 |                                                            |
| 16.02.2025             | Jadwiga Puzynina (1928–2025)       | językoznawczyni, badaczka literatury i nauczyciel akademicki, profesor nauk humanistycznych. Dama Order Orła Białego.                                                                          |                                                            |

Ponadto umieszczono tam:
- Symboliczny grób Jana Pawła II. Jest on wierną repliką grobu w Grotach Watykańskich, gdzie spoczywało ciało papieża. Do grobu podczas jego budowy została złożona biała chusta, którą w dniu śmierci ocierano twarz papieża. Pamiątkę podarowaną w Watykanie przywiózł do Polski zaraz po pogrzebie Jana Pawła II kardynał Józef Glemp, metropolita warszawski.
- Tablicę upamiętniającą żołnierzy 2. Korpusu Polskiego, którzy zostali zesłani na Syberię w 1951 roku[2].

## Aleja Darczyńców

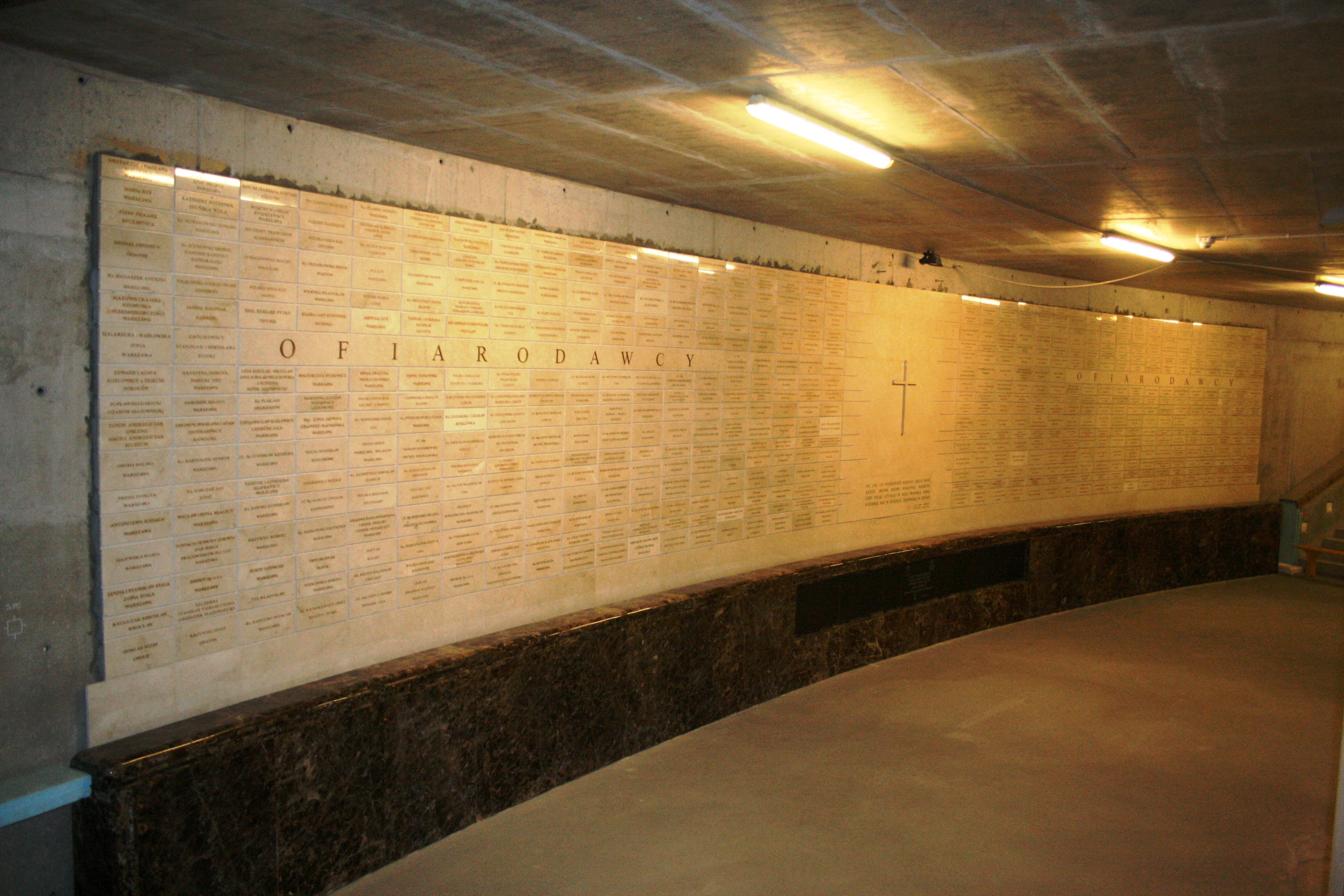
Aleja Darczyńców

W Panteonie mieści się również Aleja Darczyńców. Jest to miejsce, w którym znajdują się tablice upamiętniające osoby wspierające budowę Świątyni Opatrzności Bożej w Warszawie. W marcu 2025 roku w Alei upamiętniono ok. 2200 darczyńców (stan na marzec 2025 r.). Aleja ma kształt pierścienia otaczającego Panteon.
Upamiętnianie darczyńców wpierających budowę kościołów związane jest z długą tradycją. Nawet w najstarszych świątyniach można znaleźć miejsca przypominające o osobach, które szczególnie zasłużyły się w powstaniu budowli sakralnych. Zazwyczaj tablice o fundatorach umieszczane są na ścianach bocznych świątyń. W Centrum Opatrzności Bożej powstaje specjalna aleja, gdzie będzie można odnaleźć osoby zaangażowane w powstanie kompleksu. Aleja Zasłużonych będzie otaczać Panteon Wielkich Polaków.

## Mauzoleum Prezydentów RP na Uchodźstwie
12 grudnia 2022 roku otworzono Mauzoleum na cześć Prezydentów RP na Uchodźstwie oraz przylegającą do niej Izbę Pamięci. W mauzoleum złożono przywiezione z Wielkiej Brytanii szczątki 3 prezydentów – Władysława Raczkiewicza, Augusta Zaleskiego oraz Stanisława Ostrowskiego. Prezydenta Kaczorowskiego z małżonką przeniesiono z Panteonu Wielkich Polaków, natomiast dla Edwarda Raczyńskiego oraz Kazimierza Sabbata ustawiono symboliczne sarkofagi.